# Ulastai He
Ulastai He (kinesiska: 乌拉斯台河) är ett vattendrag i Kina. Det ligger i den autonoma regionen Xinjiang, i den nordvästra delen av landet, omkring 170 kilometer sydväst om regionhuvudstaden Ürümqi.
Genomsnittlig årsnederbörd är 250 millimeter. Den regnigaste månaden är juli, med i genomsnitt 66 mm nederbörd, och den torraste är januari, med 2 mm nederbörd.